# Jorge Artel
Agapito De Arco (Cartagena de Indias, 27 de abril de 1909-Malambo, 20 de agosto de 1994), o también conocido por su seudónimo Jorge Artel, fue un escritor, periodista, novelista y crítico colombiano. Sobresalió por su exaltación de los valores de la etnia negra y del sentir y el vivir de los caribeños.

## Biografía

#### Infancia
Jorge Artel nació en Cartagena, frente a la Plaza de la Trinidad, el 27 de abril de 1909. Hijo de Miguel de Arco Orozco y Aurora Coneo. Sus tías Carmen de Arco y Severina fueron figuras claves en su formación. 
Carmen de Arco fue la primera enfermera profesional del país, con estudios en Francia y Jamaica. Fue directora de la Clínica de Maternidad Municipal. Fuera del ámbito profesional, Carmen organizaba tertulias a las que asistían profesionales e intelectuales del barrio y la ciudad. Ese ambiente fue determinante para forjar el carácter crítico en Jorge.

#### Educación
Por sus resultado académicos se graduó con el título de Bachiller en Filosofía y Letras en el Instituto Politécnico de Martínez Olier. En 1945 obtuvo el título de abogado de la Universidad de Cartagena, con la tesis “Defensa Preventiva del Estado o el Derecho penal, la cual abarcó problemas asociados a la cultura popular en Colombia”. En su trayectoria profesional nunca ejerció esta carrera. Por otro lado el periodismo, los viajes y la poesía fueron sus ocupaciones predominantes.

#### Trayectoria profesional
Desempeñó el cargo de Jefe de Instrucción Pública en el Departamento de Bolívar y también fue Inspector de Policía en el Corregimiento de Santa Elena, un frecuentado sector de Medellín. Fue perseguido y encarcelado desde muy joven por sus ideales de izquierda causas estas que cumplió en su ciudad natal. Salió al exilio a raíz de los hechos violentos del bogotazo, acaecido el 9 de abril de 1948 en Colombia, y vivió la mayor parte de su vida en otros países. Tuvo residencia en Puerto Rico, El Salvador, Guatemala, Honduras, México (donde ejerció el periodismo y fundó "El Porvenir"); Panamá (la más extensa y donde ejerció como Director de Infornación y Publicaciones de la Universidad de Panamá) y en Estados Unidos, donde estuvo vinculado a varias instituciones de educación superior impartiendo conferencias, además de ocupar la redacción del Readers Digest y ser consultor para la Organización de las Naciones Unidas.
Una vez que retorna del exilio en 1972, ocupó diversos cargos en universidades locales, en las cátedras de Español y Derecho. Tiempo después fue nombrado Director de la Biblioteca de la Universidad del Atlántico. Más tarde se convirtió en uno de los fundadores y directivos de la Corporación Educativa Mayor del Desarrollo Simón Bolívar en Barranquilla. Por muchos años sostuvo su columna “Señales de Humo” que se publicaba en el diario El Colombiano de Medellín. Sus últimos años los vivió en Panamá y Barranquilla donde hizo sus últimos trabajos, hasta que falleció en Malambo, Atlántico, el 20 de agosto de 1994.

## Obras
- Tambores de la noche (1940)
- Modalidades artísticas de la Raza Negra
- Poemas con botas y banderas  (1972)
- Cóctel de Estampa y Antología poética (1979)
- Sinú, riberas de asombro jubiloso  (1979)
- De rigurosa etiqueta (drama), No es la muerte... es el morir (1979). o